# 埃贡·韦勒斯
埃贡·约瑟夫·韦勒斯，CBE（Egon Joseph Wellesz，1885年10月21日—1974年11月9日），又译维雷茨，是奥地利-英国的作曲家、音乐教育家和音乐学家。他是勋伯格的学生，作有9部交响曲等许多作品。作为学者，他尤以对拜占庭音乐的研究而著称。

## 榮譽
- 1957年，大英帝國司令勳章
- 1961年，聖大額我略教宗騎士團勳章
- 1971年，塞爾維亞科學與藝術學院外籍院士